# Reilhanette
Reilhanette est une commune française située dans le département de la Drôme, en région Auvergne-Rhône-Alpes.

## Géographie

### Localisation
Reilhanette est située à 18 km au sud-ouest de Séderon.

### Relief et géologie
Sites particuliers :
- Adret de Vic
- Col de Trémalaud (803 m)
- Gros Défens (731 m)
- la Tune (1213 m)
- le Grépon (793 m)
- le Griau (1019 m)
- Petit Défens (743 m)
- Ubac du Griau

### Hydrographie
La commune est arrosée par les cours d'eau suivants :
- Grand Ravin
- l'Anary
- la Gour-des-Heures[2] (source)
- le Toulourenc
- Ravin de Brame-Faim
- Ravin de Briançon
- Ravin de Combe Ferre
- Ravin de la Robert
- Ravin de la Tune
- Ravin de Vic
- Ravin du Maigre
- Ruisseau de Champ d'Angros
- Ruisseau de Trémalaud
- Torrent de Fonsagne

### Climat
Pour des articles plus généraux, voir Climat d'Auvergne-Rhône-Alpes et Climat de la Drôme.
En 2010, le climat de la commune est de type climat méditerranéen altéré, selon une étude du Centre national de la recherche scientifique s'appuyant sur une série de données couvrant la période 1971-2000. En 2020, Météo-France publie une typologie des climats de la France métropolitaine dans laquelle la commune est exposée à un climat de montagne ou de marges de montagne et est dans la région climatique  Provence, Languedoc-Roussillon, caractérisée par une pluviométrie faible en été, un très bon ensoleillement (2 600 h/an), un été chaud (21,5 °C), un air très sec en été, sec en toutes saisons, des vents forts (fréquence de 40 à 50 % de vents > 5 m/s) et peu de brouillards. 
Pour la période 1971-2000, la température annuelle moyenne est de 11,1 °C, avec une amplitude thermique annuelle de 16,6 °C. Le cumul annuel moyen de précipitations est de 976 mm, avec 6,8 jours de précipitations en janvier et 4,4 jours en juillet. Pour la période 1991-2020, la température moyenne annuelle observée sur la station météorologique de Météo-France la plus proche, « Séderon », sur la commune de Séderon à 10 km à vol d'oiseau, est de 9,7 °C et le cumul annuel moyen de précipitations est de 1 032,4 mm,. Pour l'avenir, les paramètres climatiques de la commune estimés pour 2050 selon différents scénarios d'émission de gaz à effet de serre sont consultables sur un site dédié publié par Météo-France en novembre 2022.

## Urbanisme

### Typologie
Au 1er janvier 2024, Reilhanette est catégorisée commune rurale à habitat très dispersé, selon la nouvelle grille communale de densité à 7 niveaux définie par l'Insee en 2022.
Elle est située hors unité urbaine et hors attraction des villes,.

### Occupation des sols
L'occupation des sols de la commune, telle qu'elle ressort de la base de données européenne d’occupation biophysique des sols Corine Land Cover (CLC), est marquée par l'importance des forêts et milieux semi-naturels (83,2 % en 2018), en diminution par rapport à 1990 (85,4 %). La répartition détaillée en 2018 est la suivante : forêts (60,2 %), milieux à végétation arbustive et/ou herbacée (21 %), zones agricoles hétérogènes (10,9 %), terres arables (5,9 %), espaces ouverts, sans ou avec peu de végétation (2 %). L'évolution de l’occupation des sols de la commune et de ses infrastructures peut être observée sur les différentes représentations cartographiques du territoire : la carte de Cassini (XVIIIe siècle), la carte d'état-major (1820-1866) et les cartes ou photos aériennes de l'IGN pour la période actuelle (1950 à aujourd'hui).

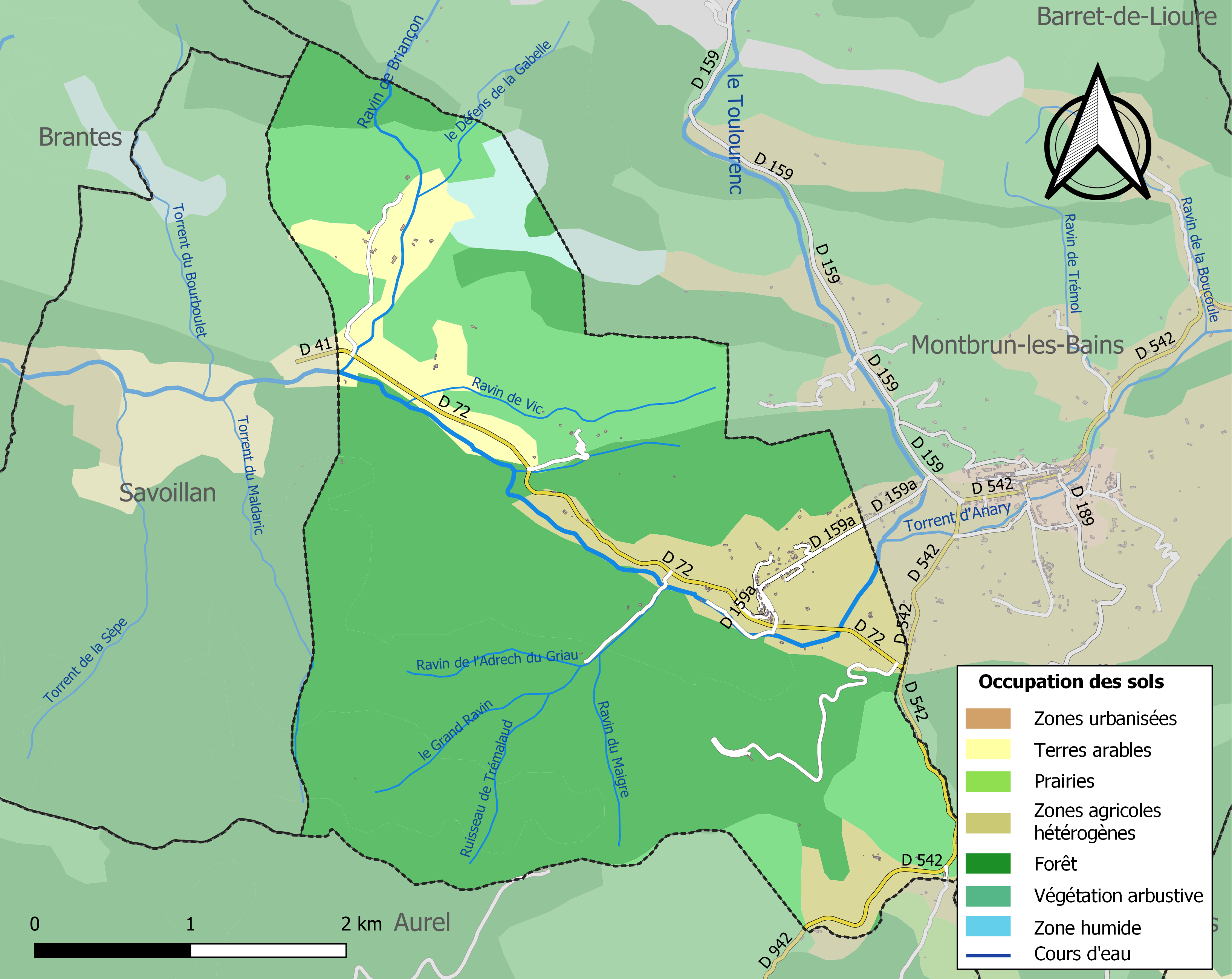
Carte des infrastructures et de l'occupation des sols de la commune en 2018 (CLC).

### Morphologie urbaine

#### Quartiers, hameaux et lieux-dits
Site Géoportail (carte IGN) :
- Bois du Maigre
- Briançon
- Cabane Forestière du Mouflon
- Champ Augier
- Chantabri
- Chanu
- Combeau
- Combe Ferre
- Eyssaux
- Faysses
- Fonlongue
- Forêt Domaniale de la Tune
- Ginies
- la Conche
- la Meynière
- la Molarde
- la Retranche
- le Garon
- le Jas
- le Petit Chavoul
- les Coulanches
- les Grands Marignons
- les Marignons
- les Poiriers
- Olives
- Plaine du Gondrin
- Ray
- Route Forestière de Bramefan
- Saint-Pierre
- Serambone
- Source Fontegneux
- Trémalaud
- Vachonne
- Vic

Anciens quartiers, hameaux et lieux-dits :
- l'Aire-d'Essayes est un quartier attesté en 1891. Il avait été précédemment dénommé Lherre d'Essayes (plan cadastral [non daté]).

### Voies de communication et transports
La commune est desservie par les routes départementales D 72, D 159a et D 542.

## Toponymie

### Attestations
Dictionnaire topographique du département de la Drôme :
- 1300 : Relliana (Valbonnais, I, 56).
- 1307 : Reyllaniae (Valbonnais, II, 128).
- 1317 : Reyllania prope montem Brunum (Valbonnais, II, 167).
- 1362 : Reglannes (compte de R. de Loupy, 66).
- 1386 : Rillane (choix de documents, 200).
- 1394 : Relania (archives de la Drôme, E, 3313).
- 1442 : Relhanie (choix de documents, 283).
- 1516 : mention du prieuré de la paroisse : prioratus cura de Relianeto (pouillé de Gap).
- 1606 : mention du prieuré de la paroisse : le prieuré curé de Ralienete (rôle de décimes).
- XVIIIe siècle : Relianette (inventaire de la chambre des comptes).
- 1788 : Reillannete (alman. du Dauphiné).
- 1891 : Reilhanette, commune du canton de Séderon.

## Histoire
Pour un article plus général, voir Histoire de la Drôme.

### Du Moyen Âge à la Révolution
La seigneurie :
- Au point de vue féodal, Reilhanette était une terre (ou seigneurie) de la baronnie de Mévouillon, premièrement possédée par les barons de ce nom.
- 1332 : possession des Du Puy.
- 1418 : la terre passe aux Adhémar.
- 1429 : passe aux Agoult.
- 1473 : passe (par mariage) aux Justas.
- 1517 : passe (par héritage) aux Glandevés.
- 1570 : passe (par mariage) aux Peyre.
- 1605 : passe (par mariage) aux Rolland, derniers seigneurs.

Au XIIe siècle, l'abbaye Saint-André de Villeneuve-lès-Avignon y possédait le prieuré Saint-Hippolyte et trois églises (dont l'église du château et l'église paroissiale) et percevait les revenus attachés à ces trois églises.
1560 : le château est détruit par les troupes royales[réf. nécessaire].
Avant 1790, Reilhanette était une communauté de l'élection de Montélimar, de la subdélégation et du bailliage du Buis.

Elle formait une paroisse du diocèse de Gap dont l'église était dédiée à saint Michel et saint Hippolyte et dont les dîmes appartenaient au curé.

### De la Révolution à nos jours
En 1790, la commune est comprise dans le canton de Montbrun. La réorganisation de l'an VIII (1799-1800) la place dans le canton de Séderon.

## Politique et administration

### Liste des maires
| Période                                                                      | Période  | Identité                              | Étiquette | Qualité                      |
| ---------------------------------------------------------------------------- | -------- | ------------------------------------- | --------- | ---------------------------- |
| Les données manquantes sont à compléter. : de la Révolution au Second Empire |          |                                       |           |                              |
| 1790                                                                         | 1871     | ?                                     |           |                              |
| Les données manquantes sont à compléter. : depuis la fin du Second Empire    |          |                                       |           |                              |
| 1871                                                                         | 1874     | ?                                     |           |                              |
| 1874                                                                         | 1878     | ?                                     |           |                              |
| 1878                                                                         | 1884     | ?                                     |           |                              |
| 1884                                                                         | 1888     | ?                                     |           |                              |
| 1888                                                                         | 1892     | ?                                     |           |                              |
| 1892                                                                         | 1896     | ?                                     |           |                              |
| 1896                                                                         | 1900     | ?                                     |           |                              |
| 1900                                                                         | 1904     | ?                                     |           |                              |
| 1904                                                                         | 1908     | ?                                     |           |                              |
| 1908                                                                         | 1912     | ?                                     |           |                              |
| 1912                                                                         | 1919     | ?                                     |           |                              |
| 1919                                                                         | 1925     | ?                                     |           |                              |
| 1925                                                                         | 1929     | ?                                     |           |                              |
| 1929                                                                         | 1935     | ?                                     |           |                              |
| 1935                                                                         | 1945     | ?                                     |           |                              |
| 1945                                                                         | 1947     | ?                                     |           |                              |
| 1947                                                                         | 1953     | ?                                     |           |                              |
| 1953                                                                         | 1959     | ?                                     |           |                              |
| 1959                                                                         | 1965     | ?                                     |           |                              |
| 1965                                                                         | 1971     | ?                                     |           |                              |
| 1971                                                                         | 1977     | ?                                     |           |                              |
| 1977                                                                         | 1983     | ?                                     |           |                              |
| 1983                                                                         | 1989     | ?                                     |           |                              |
| 1989                                                                         | 1995     | ?                                     |           |                              |
| 1995                                                                         | 2001     | ?                                     |           |                              |
| 2001                                                                         | 2008     | Francis Aubert                        |           |                              |
| 2008                                                                         | 2014     | Jean-François Pierre                  | PS        | retraité (fonction publique) |
| 2014                                                                         | 2020     | Jean-François Pierre                  |           | maire sortant                |
| 2020                                                                         | En cours | Martial Bonnefoy[source insuffisante] |           |                              |

### Rattachements administratifs et électoraux
Pour les élections législatives, avant mars 2015, la commune faisait partie du Canton de Séderon ; elle fait désormais partie de la troisième circonscription de la Drôme.

### Politique environnementale
La commune dispose d'une station d'épuration des eaux.

## Population et société

### Démographie
L'évolution du nombre d'habitants est connue à travers les recensements de la population effectués dans la commune depuis 1793. Pour les communes de moins de 10 000 habitants, une enquête de recensement portant sur toute la population est réalisée tous les cinq ans, les populations de référence des années intermédiaires étant quant à elles estimées par interpolation ou extrapolation. Pour la commune, le premier recensement exhaustif entrant dans le cadre du nouveau dispositif a été réalisé en 2007.

En 2022, la commune comptait 120 habitants, en évolution de −16,67 % par rapport à 2016 (Drôme : +2,64 %, France hors Mayotte : +2,11 %).
| 1793 | 1800 | 1806 | 1821 | 1831 | 1836 | 1841 | 1846 | 1851 |
| ---- | ---- | ---- | ---- | ---- | ---- | ---- | ---- | ---- |
| 384  | 371  | 394  | 462  | 513  | 498  | 463  | 470  | 462  |

| 1856 | 1861 | 1866 | 1872 | 1876 | 1881 | 1886 | 1891 | 1896 |
| ---- | ---- | ---- | ---- | ---- | ---- | ---- | ---- | ---- |
| 471  | 470  | 468  | 448  | 453  | 395  | 371  | 338  | 337  |

| 1901 | 1906 | 1911 | 1921 | 1926 | 1931 | 1936 | 1946 | 1954 |
| ---- | ---- | ---- | ---- | ---- | ---- | ---- | ---- | ---- |
| 322  | 335  | 296  | 235  | 223  | 171  | 159  | 132  | 122  |

| 1962 | 1968 | 1975 | 1982 | 1990 | 1999 | 2006 | 2007 | 2012 |
| ---- | ---- | ---- | ---- | ---- | ---- | ---- | ---- | ---- |
| 105  | 101  | 103  | 114  | 130  | 119  | 144  | 147  | 134  |

| 2017 | 2022 | - | - | - | - | - | - | - |
| ---- | ---- | - | - | - | - | - | - | - |
| 144  | 120  | - | - | - | - | - | - | - |

### Enseignement
La commune est rattachée à l'académie de Grenoble.

### Manifestations culturelles et festivités
- Fête : le dimanche suivant le 22 septembre[2].

### Loisirs
- Randonnées : GR 91C - GR de Pays Massif du Ventoux[1].

## Économie

### Agriculture
En 1992 : céréales, vignes, ovins.
La commune est incluse dans la zone de production de plusieurs AOC ou AOP[réf. nécessaire] :
- IGP Agneau de Sisteron[21],
- AOC et AOP Banon (fromage de chèvre),
- IGP Coteaux des Baronnies (vin)[22],
- AOC et AOP Huile essentielle de lavande de Haute-Provence,
- IGP Miel de Provence[23],
- AOC et AOP Picodon (fromage de chèvre),
- IGP Petit-épeautre de Haute-Provence (grains et farine).

Une possible future IGP Abricot des Baronnies (dossier déposé à l'INAO au printemps 2017, pour une publication attendue en 2020)[réf. nécessaire].

## Culture locale et patrimoine

### Lieux et monuments
- Ruines du château[2] (XIIe siècle)[réf. nécessaire].

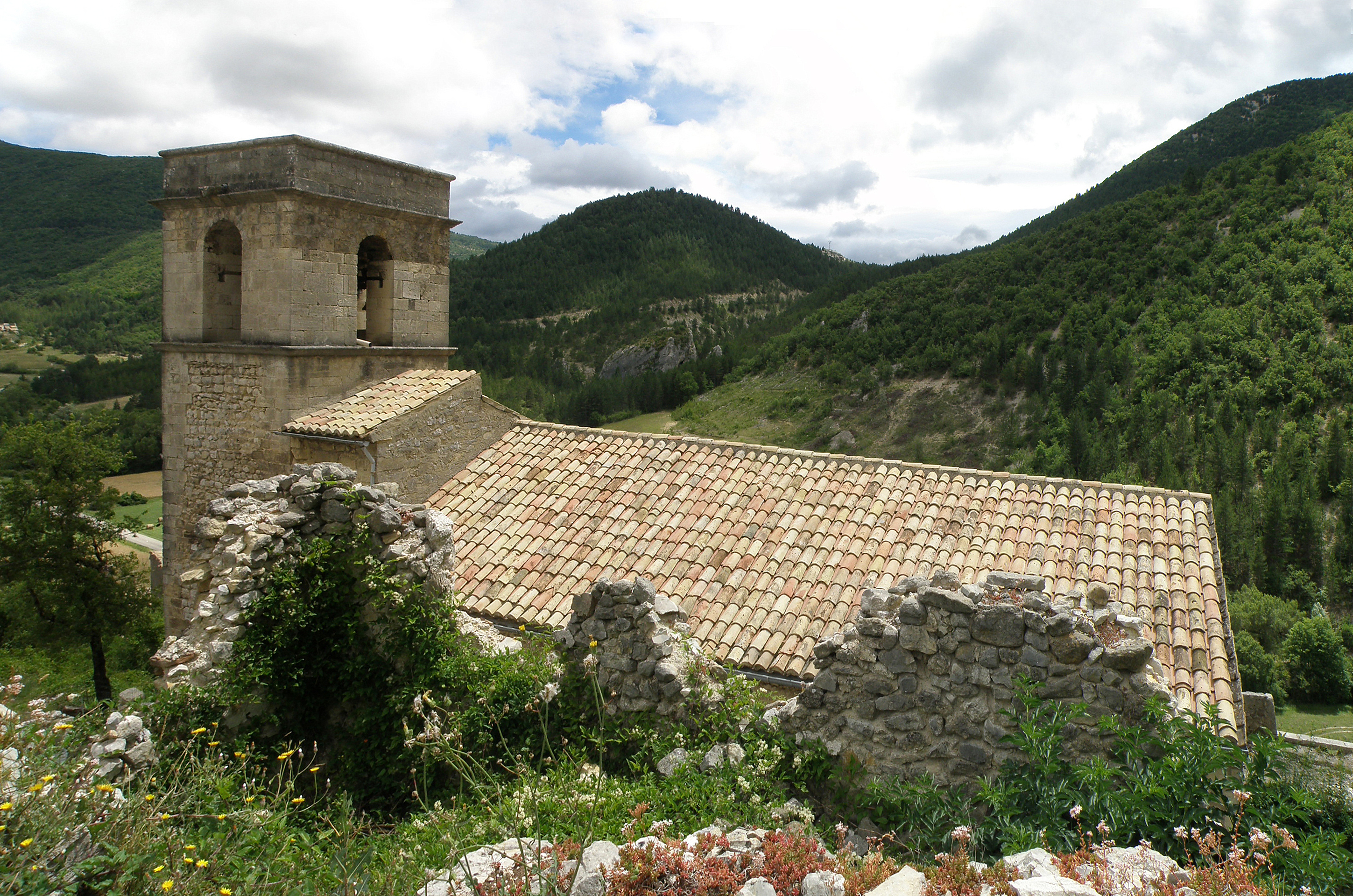
Église paroissiale Saint-Michel.

- Les « calades » (en cours de réfection depuis une dizaine d’année). Ces calades mènent à l'esplanade du château aménagée en espace scénique et dotée d'une vue exceptionnelle sur les collines de la plaine de Montbrun-Reilhanette et sur les contreforts du mont Ventoux[réf. nécessaire].
- Église paroissiale Saint-Michel-et-Saint-Hippolyte (XIIe siècle) : sa structure est romane avec une nef en berceau brisé. Sa hauteur au-dessus du maître autel est étonnante pour un édifice de ce type.

En 1599, elle décrite « en fort bon état, bien fermée et garnie de tout ce qui est nécessaire ».
Remaniée sous la Contre-Réforme, elle est dotée de trois autels baroques. Face à l'entrée : l'autel de Saint-Eutrope, patron des « estropiés », présente un reliquaire qui contiendrait un fragment de radius du saint. Il fut - dit-on - d'une grande efficacité et un registre (1698 à 1856) relate de très nombreux miracles[réf. nécessaire].
- Église (XIXe siècle) : clocher antérieur[2].

### Patrimoine culturel
- Reilhanette est mentionnée dans les livres de Paul-Jacques Bonzon, auteur de la série Les Six Compagnons : le personnage de Tidou est originaire de Reillanette, ancienne orthographe de la commune.

### Patrimoine naturel
- Grotte[2].

### Personnalités liées à la commune
- Julie Pagis, sociologue, est née dans cette commune.

### Héraldique, logotype et devise
|  | Reilhanette possède des armoiries dont l'origine et le blasonnement exact ne sont pas disponibles. |